# Lara Robinson
Lara Robinson (sinh ngày 1 tháng 1 năm 1998) là một nữ diễn viên người Úc. Cô đã xuất hiện trong nhiều bộ phim, chương trình truyền hình và các tác phẩm sân khấu.

## Sự nghiệp
Robinson đã xuất hiện trong một phiên bản làm lại của bộ phim giật gân Úc năm 1978 Long Weekend với sự tham gia của Claudia Karvan cũng như một bộ phim khoa học viễn tưởng của Mỹ, Knowing, có sự góp mặt của Nicolas Cage và Rose Byrne.  Cô cũng đã xuất hiện trên truyền hình với vai trò là khách mời trong các chương trình truyền hình nhiều tập như City Homicide và Elephant Princess. Robinson đã góp mặt trong dàn diễn viên của Winners & Losers năm 2012 trong vai một học sinh tên Tilly Young.
Cô đồng thời là một nhạc sĩ và vũ công.

## Sự nghiệp điện ảnh

### Phim điện ảnh
| Năm  | Phim              | Vai                            | Ghi chú   |
| ---- | ----------------- | ------------------------------ | --------- |
| 2007 | Work in Progress  | Cô gái                         | Phim ngắn |
| 2007 | Long Weekend      | Cô gái trong xe hơi            |           |
| 2009 | Knowing           | Abby Wayland / Lucinda lúc trẻ |           |
| 2009 | Saved             | Grace Weston                   |           |
| 2012 | Catch Perfect     | Lucy                           | Phim ngắn |
| 2014 | Can You See Them? | Katie                          | Phim ngắn |
| 2018 | The BBQ           | Montana                        |           |
| 2018 | Enter Sanctum     | Jane                           |           |

### Chương trình truyền hình
| Năm     | Tên                            | Vai                  | Ghi chú                                                                                            |
| ------- | ------------------------------ | -------------------- | -------------------------------------------------------------------------------------------------- |
| 2007    | City Homicide                  | Louise Patterson     | 2 tập: "In the Hands of Giants: Part 1" và "In the Hands of Giants: Part 2"                        |
| 2008    | The Elephant Princess          | Gretel               | 1 tập: "Welcome to the Fairy Tale"                                                                 |
| 2011    | Cloudstreet                    | Rose Pickles lúc trẻ | 1 tập: "Part 1" - đoạt giải Giải AACTA cho diễn viên trẻ xuất sắc nhất                             |
| 2012    | Miss Fisher's Murder Mysteries | Ruth                 | 1 tập: "Murder on the Ballarat Train"                                                              |
| 2012    | Winners & Losers               | Tilly Young          | 5 tập: "A Problem Shared", "The Right Time", "Footprints", "Eyes Wide Open", "To Have and to Hold" |
| 2013–16 | Upper Middle Bogan             | Edwina Bright        | Vai chính                                                                                          |
| 2014    | The Doctor Blake Mysteries     | Peggy Bowen          | Mùa 2, Tập 2                                                                                       |
| 2015    | Childhood's End (miniseries)   | Young Peretta        | 1 tập: "The Deceivers"                                                                             |
| 2017    | Fancy Boy                      | Becky                | Mùa 1, Tập 5                                                                                       |
| 2021    | Why Are You Like This          | Maddie               | Mùa 1, Tập 4                                                                                       |